# Barrow, Alaska
Barrow (/ˈbæroʊ/), cunoscut local sub numele de Utqiagvik, este cel mai mare oraș și reședința comitatului North Slope Borough din statul american Alaska. Orașul este situat la nord de cercul polar arctic. Este una dintre cele mai nordice localități din lume și este cel mai nordic oraș din Statele Unite ale Americii. Populația orașului la recensământului din 2010 era de 4.212 locuitori.